# سمای (چالوس)
سمای، روستایی است از توابع بخش مرزن‌آباد شهرستان چالوس در استان مازندران ایران.

## جمعیت
این روستا در دهستان بیرون‌بشم قرار دارد و براساس سرشماری مرکز آمار ایران در سال ۱۳۸۵، جمعیت آن ۶۸ نفر (۲۵خانوار) بوده‌است. مردم سمای از قومیت طبری هستند. مردم سمای به زبان طبری با گویش چالوسی سخن می‌گویند.